# 風吹麥浪
風吹麥浪（The Wind That Shakes the Barley）是一首爱尔兰民歌，词作者为robert dwyer joyce（1836-1883），是一名生于利默里克的诗人以及英语文学教授。歌词的创作角度扎根于一名来自韦克斯福德郡的倒霉的年轻叛军的经历，这个年轻人即将投身于暴力斗争之中（与1798年爱尔兰起义有关），此举以牺牲他和爱人的恋情为代价。歌名及歌词中提及的大麦指的便是大麦谷粒或是燕麦，因为叛军经常在口袋中装着麦子粒来作为行军中的口粮。这一习惯也造成了叛乱结束后的爱尔兰麦田大面积生长，新出现的麦田也成为了爱尔兰叛军们的无名冢（croppy-holes），原因便是被杀的叛军的尸体被扔到没有标记的无名墓坑中，他们口袋里剩下的麦粒便逐渐长成了麦田。每年春天，麦田都会如期生长，人们相传这象征着爱尔兰人民对来自英国的压迫的反抗永不停歇，爱尔兰人民将永远与占据他们领土的英国人作斗争。
该歌曲在英国roud folk song index中的编号为2994。在不同的演唱版本中存在着多个细微差别，另外很多歌手都将原词作者所写的第四诗节弃之不唱。
该首歌的名字也被用于肯·洛區于2006年拍摄的电影《風吹稻浪》，影片中的一幕也出现了这首歌。

## 歌词
我坐在绿色峡谷中，  和我的真心爱人坐在一起，  我那悲伤的内心在新爱与旧爱之间挣扎，  新爱与旧爱，  旧爱献给她，而新爱让我深深地想起祖国，  柔软的清风拂过林中空地，  直到吹动金色的麦田。  外敌用那卑劣的言语信口开河，  妄图击碎让我们团结起来的一切，  外敌至今仍背负骂名与耻辱，  他们的镣铐依旧束缚着我们，  因此我说，“那高山峡谷啊，我将在下一个清晨早早出发，加入勇敢的联合爱尔兰人会之中！”  与此同时，柔软的清风吹动麦田，  与此同时，我吻去她的泪痕，  敌人的枪声就在耳畔回荡，  从树林深处传来，  一发子弹击穿我的爱人的身体，  年轻的生命就这样早早消逝，  她的鲜血洒在我的胸前，她也死在我的胸前，  与此同时，柔软的清风依然在吹动着麦田！  我背着她进入树林深处，  就在那夏花之间，  我将那树枝与绿叶盖在她满是血污的胸前，  我挥泪与她告别，亲吻着她那苍白的脸颊，  之后，我冲过山谷与平原，  急切地想把复仇之火洒向敌人，  而这时，柔软的清风仍然在吹动麦田！  就这样血债血偿，我毫无悔意，  我参加了奥拉特山之战，（oulart hollow）  将我的爱人那冷如泥土的尸身安置在我即将长眠的地方，  我绕着她的坟墓凄凉地游荡，  无论正午、夜晚还是清晨，  心如刀割的我在此时依然能听到风吹动麦田的声音！